# International S серія
International Серія S — це ряд вантажівок, які вироблялися компанією International Harvester (пізніше Navistar International) з 1977 по 2001 рік. Серія S була представлена для об'єднання IHC Loadstar середньої вантажопідйомності та важкої IHC Fleetstar в єдиний асортимент.

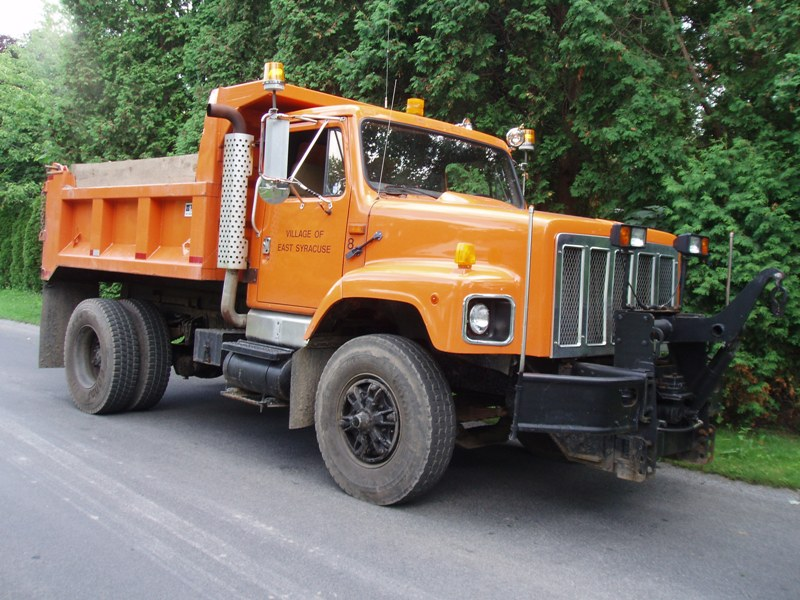
Navistar 2500, використовується як комунальна вантажівка.

Серія IHC S випускалася в декількох варіантах для широкого спектру застосувань, включаючи прямолінійні вантажівки, напівтягачі, професійні вантажівки та вантажівки для важких умов експлуатації. Крім того, серія S випускалася в інших конфігураціях кузова, включаючи чотиридверну кабіну екіпажа, кабіну з вирізом, шасі з капотом і шасі з кузовами (переважно для шкільних автобусів). Шасі випускалося як з бензиновими, так і з дизельними силовими агрегатами (останній виключно після 1986 року), одиночними або тандемними задніми мостами, а також компоновками з двома, чотирма або шістьма приводами.

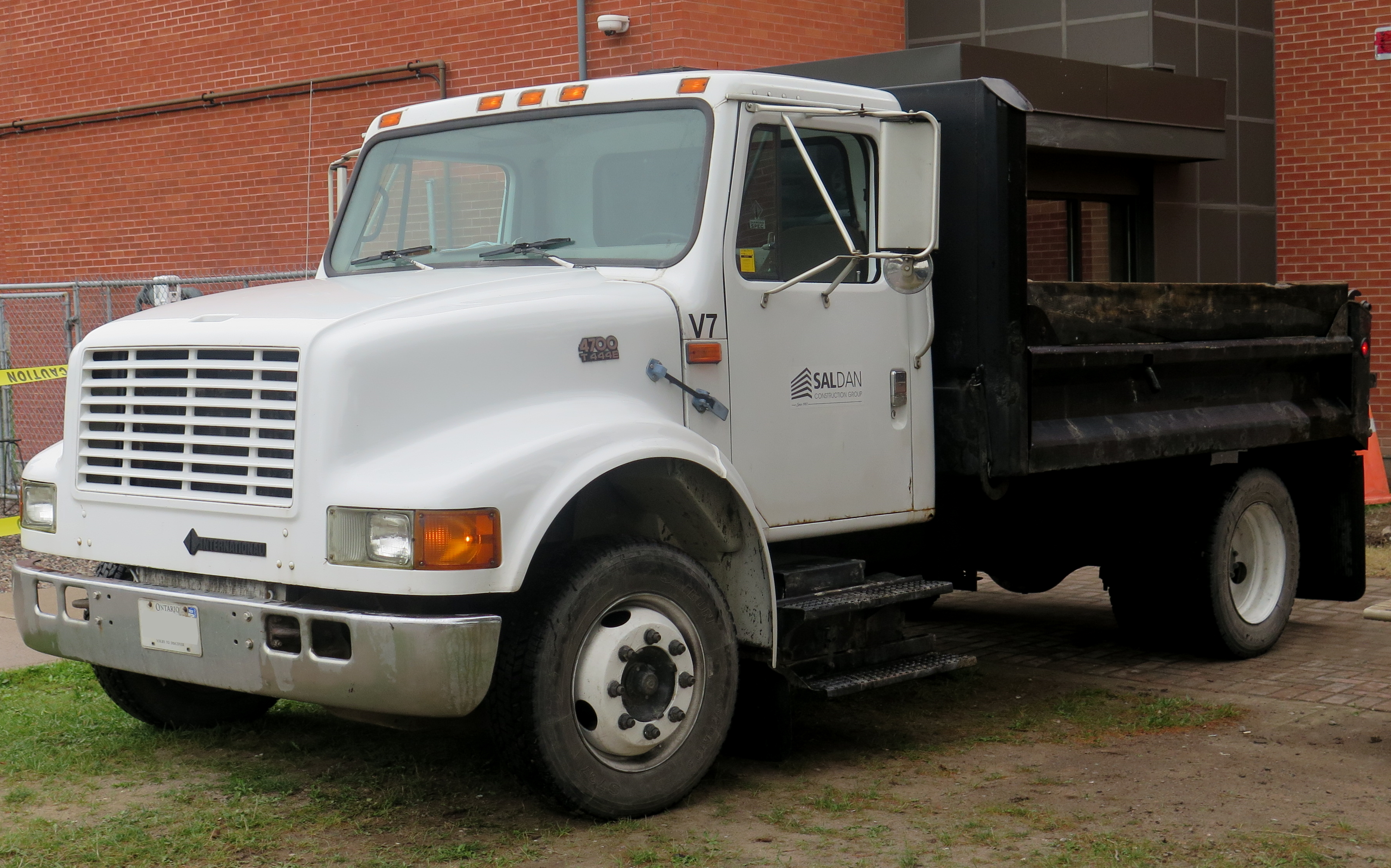
International 4700

Остання повна лінійка продуктів, розроблена в рамках існування International Harvester, серія S, вироблялася в оригінальній формі до 1989 року. Протягом 1989 року серія S зазнала серйозного перегляду та була розділена на кілька модельних ліній. Після 2001 року International поступово створив лінійку продуктів на основі архітектури «NGV»; варіанти шасі для суворого обслуговування та автобуси, що випускалися до 2003 та 2004 років відповідно.